# 霊幻道士3 キョンシーの七不思議
『霊幻道士3　キョンシーの七不思議』（れいげんどうし3 きょんしーのななふしぎ、原題：靈幻先生、英題：Mr.Vampire III）は、1987年公開の香港映画。19世紀中国を舞台にアクションホラーコメディ。霊幻道士シリーズと呼ばれる作品群の第3作目。日本での公開は1988年3月12日。

## ストーリー
とある夜のこと。半人前の道士ミンは幽霊（※日本公開版ではキョンシー）のダイボウ、サイボウと組み、あちこちで詐欺まがいの悪霊退治をしていたが、依頼を受けた富家の邸宅でいつものように仕事をしていると、一家を悩ませる本物の幽霊たちと遭遇してしまい、必死の思いで逃げ去った。
同じ日の夜、村では道士を中心とする自警団が、近隣を荒らし回る馬泥棒、女妖術師一味を一網打尽にする作戦を決行し、双方に多大な被害を出しつつも、どうにか自警団は女妖術師の側近2名の捕縛に成功した。
数日後、村の富豪たちが一堂に会して催された道士の誕生祝賀会の会場となった酒家で不可解な事件が起こり、これを発端としてミン道士の悪行を見抜いた道士は本来の道士としての在り方を諭し、兄弟との決別を勧めた。これに従ってミン道士は兄弟と別れたが、ほどなくして兄弟に煮え湯を飲まされたアカンが行った仕返しが仇となり、ダイボウが女妖術師に連れ去られてしまった。

## 登場人物
道士（九叔道士）
出演：ラム・チェンイン　日本語版吹き替え：青野武
優秀な道士。村を襲う妖術師軍団に対抗するべく、自らをリーダーとする自警団を結成して首領の女妖術師に立ち向かう。村の人々から慕われている好人物であり、弟子のアカンたちを時に厳しく、時に優しく接しつつ育てている。
アカン（阿強）※日本語吹き替え版では チャン
出演：ビリー・ラウ　日本語版吹き替え：玄田哲章
道士の弟子の1人。自警団の保安隊長を務める。普段から道士に媚を売り、保安隊長という立場を利用して豪快、尊大に振る舞うが、実際は非常に気が小さい。当初はミン道士を毛嫌いしていたが、後に一定の理解を示して協力をするようになる。
弟子（阿德） ※日本語吹き替え版では テイチー
出演：パン・ユンセン　日本語版吹き替え：津久井教生
道士の弟子の1人。自警団の保安副隊長を務める。アカンと同じくお調子者の気があり、大事な場面で手を抜いてしまうため、その度に身の危険に晒される。
ミン道士（明道士）※日本語吹き替え版では マオ道士
出演：リチャード・ン　日本語版吹き替え：石井敏郎
方々を旅する道士。道士としては半人前の技量しかなく、長く続いた生活苦の末に道士の戒律に背き、金儲けのために法術を用いるようになる。その中でダイボウ・サイボウ兄弟と出会い、金儲けと彼らの養育を両立させる方法を模索した結果、3人で詐欺まがいの悪霊退治をして生計を立てている。
ダイボウ（大寶）※日本語吹き替え版では ターパオ
出演：ルイ・フォン　日本語版吹き替え：関俊彦
サイボウの兄。ミンに拾われた身寄りのない幽霊。顔面を餅のように膨らませて相手を威嚇したり、腕を自在に伸ばしたりするが、気が小さい上に非常に優しい。
サイボウ（小寶） ※日本語吹き替え版では チーパオ
出演：ホー・キンウェイ　日本語版吹き替え：渕崎ゆり子
ダイボウの弟。兄と同じく幽霊（日本公開当初の通称は「ベビーキョンシー」）。いたずら好きの寂しがり屋で、ダイボウのような戦闘能力は皆無。
女妖術師（賊婆） ※日本語吹き替え版では オーボ
出演：ウォン・ヨォクワン　日本語版吹き替え：三田ゆう子
女の妖術師で、妖術師軍団の首領。部下を引き連れて様々な妖術を駆使し、再三に渡って道士に戦いを挑んだ末に敗れ去るが、後に凄まじい怨念によって日本の四谷怪談のお岩のような悪霊と化し（日本公開当時の吹き替えでは「キョンシー」）となって再び襲い掛かる。
妖術師軍団 ※日本語吹き替え版では 馬泥棒
山狗
出演 : チェン・ウインチュン
山豬
出演：チュ・タウ
女妖術師の手下、黒いフードつきのマントに身を包んで連日村や町を襲って殺戮や盗みを繰り返していた。常人とはかけ離れた肉体構造及び体力を持っているため、剣で切りつけても跳ね返すほどの頑丈さを持っているが、刀に血を塗って引くことにより唯一ダメージを与えることができる。妖術を高めるために人の血･夜露・毒を糧としているため、血液には毒が含まれている。また2名ほど魂を霊体として肉体から分離させる能力をもった者も居り、たとえ命を落としてもこの能力を利用して第三者に取り付いて行動することができる。

## スタッフ
- 原案：ウィリアム・ウォン
- 監督：リッキー・ラウ
- 製作総指揮：サモ・ハン・キンポー
- 製作：レイモンド・チョウ、レナード・ホウ
- 脚本：ロー・ウェンキョン、シートウ・チャホン
- 音楽：アンダース・ネルソン
- 撮影：アンドリュー・ラウ
- 美術：ハニー・ラム
- SFX総指揮：イウ・ヤウホン
- 武術指導：ラム・チェンイン、トン・ワイ

## 作品解説
同シリーズ中でも、特にスプラッター映画を意識したグロテスク表現を強く押し出しているほか、前2作のようにキョンシーではなく幽霊や妖術使いが登場しており、日本公開版に際してキョンシーという呼称が使われている。
また、本作の1シーンでサモ・ハン・キンポー（吹替え版の声は水島裕）、イップ・ウィン・チョウ、ユン・ケイ、ウー・マがカメオ出演をしている。
その他
- この映画の宣伝のために、台湾のバラエティ番組『連環泡』で1988年1月8日にスピンオフの寸劇が放送された。ラム・チェンインが道士役、女妖術師（オーボ）役のウォン・ヨォクワンが千年女妖役、ダイボウ（ターパオ）役のルイ・フォンが大僵屍役で本作とほぼ同じ衣装で登場するほか、ビリー・ラウが鬼参謀役、 1・2作目に出演したムーン・リーが百年厲鬼役、 メイ・ローが開心女鬼役で出演している。
- 1988年にポニーキャニオンから発売されたVHSには、本編前にみうらじゅんが香港映画や霊幻道士について語るVTRが収録されている。

## 用語
用語については、霊幻道士#用語を参照。

## 本作にのみ登場する道具
根付の鏡
道士が腰に下げている2種類の鏡。2枚1対の葉の鏡は悪鬼の正体を見抜く天眼通の力を、小型の八卦鏡は封印の術をより強力にする力を持つ。
藁
道士が用いる道具の1つ。闇の世界に生きる妖術師や悪霊に対して絶大な力を持ち、逃亡防止用に筵を戸に貼り付ける、武器として藁縄で打ち据えるなどに用いる。元来は「火縄」や「墨縄」がキョンシー退治の道具として使われる。
唐傘
ミン道士が用いる法具の1つ。黄色の唐傘の中央に太極図が記されており、悪霊の封印や召喚に用いる。
凹面鏡
道士が用いる鏡の1つ。邪気を反射して幽霊に浴びせたり、悪霊憑り付いた人間から悪霊を追い出す力を持つ。
壺
キョンシー（悪霊）を封印するために使用。壺の底に穴をあけ、小さな八卦鏡をその穴に当てて霊を封印したり、儀式などで使用された円盤を蓋にしてこれに霊を吸着させて壺に封印する。封印の後は霊符を貼って出てこれないようにする。道士の家には無数の霊魂を封印した壺が置かれている。主に「コーリャン（高粱）」の壺が使われている。
瓢箪
用途は壺と同じく霊(キョンシー)を封じ込める。蓋を開くと中から赤い光を放つ縄状のものが出てきて霊を絡めとり、そのまま瓢箪の中に引っ張り込んで封じる。チャン(アカン)がターパオ(タイボウ)にいたずらされた腹いせに、身体中に煤を塗ってターパオからは見えないようにして近付き、この瓢箪を使った。
筆
穂先に鶏の血が付けられている。悪霊化した山賊の一味が暴れた際、これを一時的に封じるべく道士が悪霊の額に押し付けた。
釜（釜茹で用)
あまりにも凶悪な霊の場合、油を満たした釜に封印した壺ごと投入して「釜茹で」にし、油で揚げてしまう。油が充分に熱せられていないと壺の中に封印された悪霊が生焼け状態で飛び出してくる。
五行の祭壇
外側から四方、十二支、五行が記された回転式の祭壇。これを回転させて天星の力を借り、強力な法力を宿した封印用の蓋を作る。
佛塵（払子)
仏教では「払子（ほっす）」と呼ばれる法具。棒に獣の毛を付けたもので、本来虫除けにつかう道具から転じて「煩悩を払う」「魔を払う」ものとなった。道教では「仏塵（ぶつじん）」といい、太上老君などの道教諸神の持物でもある。キョンシー化（悪霊化）した女妖術使いとの最後の戦いの際、道士はとっさに祭壇の太上老君像の持物であった仏塵を使った。対決中では剣のようになったり、宙に浮く悪霊を絡め取ったり、隠れている悪霊を追い出す際に間仕切りの布には筆のようにして霊符を書いて追い出したりと自在に役目を果たす。ミン道士（マオ道士）に憑依した女妖術使いの悪霊が道士の体外に追い出されると、たちまち飛んでいき剣のように悪霊を刺して退治した。